# ちょうどいいブスのススメ
『ちょうどいいブスのススメ』は、お笑いタレントの山﨑ケイ（相席スタート）によるエッセイ。主婦の友社の情報サイト「Tokyo Cawaii Media〈トウキョウ カワイイ メディア〉」に連載のコラムに書き下ろしパートを加え、2018年4月25日に主婦の友社より書籍化された。自称「ちょうどいいブス」の著者が、「ちょうどいいブス」だからこその恋愛哲学や恋愛メソッドを説く。
『人生が楽しくなる幸せの法則』（じんせいがたのしくなるしあわせのほうそく）と題して読売テレビ・日本テレビ系にて2019年1月10日から3月14日までテレビドラマ化された。

## 書誌情報
- ちょうどいいブスのススメ（2018年4月25日、主婦の友社、ISBN 978-4-07-431295-5）

## テレビドラマ
『人生が楽しくなる幸せの法則』（じんせいがたのしくなるしあわせのほうそく）と題して読売テレビの制作によりテレビドラマ化され、日本テレビ系「木曜ドラマF」にて2019年1月10日から3月14日まで放送された。主演は夏菜。原作者の山﨑ケイ（相席スタート）が「ちょうどいいブスの神様」役で連続ドラマに初レギュラー出演する。
最終話放送終了後には、『人生が楽しくなる幸せの法則 １年後のプロポーズ大作戦』がHuluにて前後編で配信された。

### あらすじ（テレビドラマ）
商社の総務部に勤める女性社員3人は、ある日降臨した「ちょうどいいブスの神様」から自身のダメダメな現実を指摘され、「女は、自分がブスであることを認めて、初めて幸せのスタートラインに立つことができる!」と説く神様の教えに従って「ちょうどいいブス」を目指し修行を開始する。

### キャスト

#### 主要人物
中川彩香（なかがわ あやか）〈29〉
演 - 夏菜
商社の「ジャストライト物産」総務部に勤務。「自己表現下手くそブス」。存在感が薄く、よく名前を間違えられる。受け身で大人しい性格故に何も起こせないが、内面ではよく喋る。酒が入ると一気に暴走、大胆かつ饒舌になる。涼太に片思いをしている。
木原里琴（きはら りこ）〈31〉
演 - 高橋メアリージュン
彩香の同僚。「融通の利かないブス」。真面目な性格で、一匹狼を貫いているが、協調性は無い。有能だが、他人のミスには厳しい為、周囲からは「面倒で厄介な女」と疎まれている。
皆本佳恵（みなもと よしえ）〈34〉
演 - 小林きな子
彩香の同僚。「開き直りブス」。世話焼きだが、周囲の女性に対しては、やたら厳しく評価し、モテようと頑張る女性を非難する事を楽しみにしている。売れないバンドマン・西野（演 - 内田健司）と付き合っていたが、第4話で別れた。
ちょうどいいブスの神様
演 - 山﨑ケイ（相席スタート）
「モテないブス」を「モテるブス」に変身させるために降臨した。様々なコスプレで出現する。

#### ジャストライト物産
佐久間涼太（さくま りょうた）〈29〉
演 - 和田琢磨
営業部商品企画班所属。女子社員の人気ナンバー1。彩香とは高校時代の同級生で、彼女が恋心を寄せる。
鴨志田萌（かもしだ もえ）〈26〉
演 - 佐野ひなこ
営業部商品企画班所属。可愛くて人当たりも良いアイドル系の女子。彩香が涼太に恋心を寄せていることを知り、罠を仕掛ける。
水島篤史
演 - 板倉チヒロ
柏木希美
演 - 柳ゆり菜
桜井唯
演 - 中村有沙
小松太一
演 - 遊佐亮介
福田真司
演 - 山本直寛
森一哉（もり かずや）〈35〉
演 - 忍成修吾
営業部営業班所属。里琴とは不仲。
松澤初美（まつざわ はつみ）〈45〉
演 - 伊藤修子
総務部課長。彩香の上司。「ちょうどいいブス」の成功例。
吾妻博和（あずま ひろかず）〈55〉
演 - 徳井優
総務部部長。
神原重吉（かんばら じゅうきち）〈60〉
演 - 田山涼成
代表取締役社長。

#### その他
コロンブス
声 - 平田真菜
西野龍樹（にしの たつき）
演 - 内田健司

### スタッフ
- 原作 - 山﨑ケイ（相席スタート）『ちょうどいいブスのススメ』（主婦の友社刊）
- 脚本 - 武井彩、山岡潤平、登米裕一
- 監督 - 植田泰史、菊川誠、朝比奈陽子
- 音楽 - 仲西匡、羽深由理
- 主題歌 - TANAKA ALICE「Waiting For U」（よしもとミュージックエンタテインメント）[9][10]
- チーフプロデューサー - 前西和成
- プロデューサー - 沼田賢治、村本陽介（よしもとクリエイティブ・エージェンシー）、大沼知朗（よしもとクリエイティブ・エージェンシー）、森安彩（共同テレビジョン）
- 制作プロダクション - 共同テレビジョン
- 制作協力 - 吉本興業
- 製作著作 - 読売テレビ

### 製作
原作にはドラマの登場人物やストーリーは存在せず、原作の内容・意図に基いて原作者の山﨑ケイとスタッフにより架空のオリジナルストーリーとして制作する。
番組タイトルは当初のドラマ化発表の時点では原作と同名だったが、後に出演者発表のニュースに際してインターネット上などで「ちょうどいいブス」という表現を巡って批判が相次ぎ、正式タイトルとして『人生が楽しくなる幸せの法則』（じんせいがたのしくなるしあわせのほうそく）に変更された。読売テレビは「視聴者の方々に、ドラマの内容を理解していただくために、ダイレクトに、より良い、より楽しい積極的な生き方を提案するドラマのコンセプトを表した」とタイトル変更の理由を説明している。ドラマ化発表のニュースに際しては、タイトルおよび発信されたドラマのコンセプトで「ブス」という容姿を非難するセンシティブな言葉を使うこと、女性に対し、男性からの視点でどう見られるかで幸せが決まるといった古い価値観の押し付けを感じさせたことなどに、インターネット上で批判が集まっていた。

### 放送日程
| 各話                                                      | 放送日  | サブタイトル                   | ラテ欄                                           | 脚本     | 監督       |
| --------------------------------------------------------- | ------- | ------------------------------ | ------------------------------------------------ | -------- | ---------- |
| Lesson1                                                   | 1月10日 | 相席スタート・山崎ケイ原作!    | ちょうどいいってナニ?                            | 武井彩   | 植田泰史   |
| Lesson2                                                   | 1月17日 | 夏菜・高橋メアリージュン出演   | シャル・ウィー・ダンス?                          | 武井彩   | 植田泰史   |
| Lesson3                                                   | 1月24日 | 夏菜・高橋メアリージュン出演   | 激走! 私は間違ってない!                          | 山岡潤平 | 菊川誠     |
| Lesson4                                                   | 1月31日 | 大号泣! 波乱の予感! 恋はRPG    | 波乱の予感…大号泣のワケ                          | 武井彩   | 菊川誠     |
| Lesson5                                                   | 2月07日 | ショック療法! 透明人間やめます | わたし透明人間やめます                           | 山岡潤平 | 植田泰史   |
| Lesson6                                                   | 2月14日 | 恋のライバル!? 強敵が出現!!    | 恋のライバル? 強敵出現!                          | 登米裕一 | 菊川誠     |
| Lesson7                                                   | 2月21日 | 大波乱! 怒涛の逆襲編スタート   | えっ? ブスを長所に? 仕事に恋に闘う逆襲編スタート | 武井彩   | 植田泰史   |
| Lesson8                                                   | 2月28日 | ちょうどいいブスの3か条とは?   | ちょうどいいブスの3か条                          | 武井彩   | 朝比奈陽子 |
| Lesson9                                                   | 3月07日 | 勝負! ちょうどいいブス最終試験 | ちょうどいいブス卒業試験                         | 登米裕一 | 菊川誠     |
| Final Lesson                                              | 3月14日 | 幸せ目前? 恋愛大波乱の最終回!  | 幸せ目前恋愛は大波乱!                            | 武井彩   | 植田泰史   |
| 平均視聴率 3.0%（視聴率は関東地区・ビデオリサーチ社調べ） |         |                                |                                                  |          |            |

### チェインストーリー
本編の続きや裏側、登場人物の過去や秘密などを描き、各話をつなぐ「チェインストーリー」が製作され、本編の見逃し配信とあわせてGYAO!にて独占無料配信されている。
「○.5話」として本編終了直後から配信を開始し、全話2019年3月31日まで配信された。

#### サブタイトル・キャスト
- 第1.5話 神様が落とした、あの黒いノート
  - 夏菜
  - 高橋メアリージュン
  - 小林きな子
  - 山崎ケイ（相席スタート）
- 第2.5話 吾妻部長を悩ます、あの黒いノート
  - 徳井優
  - 遊佐亮介
  - 山崎ケイ（相席スタート）
- 第3.5話 営業部キラキラ女子vs.あの黒いノート
  - 佐野ひなこ
  - 柳ゆり菜
  - 中村有沙
  - 山崎ケイ（相席スタート）
- 第4.5話 女子たちよ涙をふいて…神様が贈る紙芝居
  - 夏菜
  - 高橋メアリージュン
  - 小林きな子
  - 山崎ケイ（相席スタート）
- 第5.5話 趣味は ”はさんだり、はさまれたり”
  - 和田琢磨
  - 板倉チヒロ
  - 遊佐亮介
  - 山本直寛
  - 忍成修吾
- 第6.5話 神様 vs. 異世界に迷い込んだ社長
  - 夏菜
  - 田山涼成
  - 山崎ケイ（相席スタート）
- 第7.5話 福田の妄想デート vs. あの黒いノート
  - 忍成修吾
  - 山本直寛
  - 平田真菜（声）
- 第8.5話 ブスラジオ開局! ブスの正体とは？
  - 夏菜
  - 和田琢磨
  - 忍成修吾
  - 伊藤修子
- 第9.5話 ブスノートが降ってくる？…コロンブスの逆襲
  - 山崎ケイ（相席スタート）
  - 平田真菜（声）

#### スタッフ（チェインストーリー）
- 脚本 - 登米裕一
- 音楽 - 仲西匡、羽深由理
- 特別協力 - GYAO!
- チーフプロデューサー - 前西和成
- プロデューサー - 沼田賢治、村本陽介、大沼知朗、森安彩
- 演出 - 植田泰史、菊川誠、朝比奈陽子
- 制作協力 - 吉本興業
- 制作著作 - 読売テレビ